# Єлизаветинське
Єлизаве́тинське (рос. Елизаветинское) — село у складі Нижньотагільського міського округу Свердловської області.
Населення — 48 осіб (2010, 118 у 2002).
Національний склад станом на 2002 рік: росіяни — 96 %.